# کریستال بیچ، انتاریو
کریستال بیچ، انتاریو (به انگلیسی: Crystal Beach, Ontario) یک منطقهٔ مسکونی در کانادا است که در شهرستان نایاگارا واقع شده‌است. کریستال بیچ ۱۱٫۳۴ کیلومتر مربع مساحت و ۸٬۵۲۴ نفر جمعیت دارد.